# Casanova Agamemnon
 (janvier 2021).
Si vous disposez d'ouvrages ou d'articles de référence ou si vous connaissez des sites web de qualité traitant du thème abordé ici, merci de compléter l'article en donnant les références utiles à sa vérifiabilité et en les liant à la section « Notes et références ».
Pour les articles homonymes, voir Agamemnon (homonymie).
Casanova Agamemnon, né le 19 février 1950 à La Réunion, est un meurtrier récidiviste français. Il a en tout passé 49 ans en prison pour un premier meurtre en 1969, puis un second en 1986. Il a aussi été surnommé « L'ennemi public n°1 » à La Réunion, pour ses évasions en 1971 et en 1987 et a été régulièrement cité comme l'un des plus anciens détenus de France,,.

## Biographie
Casanova Agamemnon naît le 19 février 1950 à La Réunion. Fils d'ouvrier, il fait partie d'une fratrie de cinq frères et sœurs. 
En 1966, il quitte sa maison familiale de Saint-Benoît, pour travailler dans un restaurant de Saint-Denis. En 1967, il est embauché dans un autre établissement, appelé Le Cheval Blanc, où il travaille comme cuisinier. Il est un garçon tranquille, jusqu'à l'âge de 19 ans, lorsqu'il commet son premier meurtre, alors qu'il est encore mineur (la majorité étant à 21 ans à l'époque). Très vite incarcéré, il sera condamné à la réclusion criminelle à perpétuité (fait rarissime pour un mineur commettant un meurtre). Il s'évade en 1971, mais est repris une semaine plus tard. Libéré à l'âge de 35 ans, il récidive l'année suivante ; ce qui réactive sa condamnation à perpétuité. Il s'évade de nouveau en 1987, mais est de nouveau repris. Bénéficiant d'une permission de sortie le 2 mars 2019, il obtient une libération conditionnelle le 1er juillet 2019, après avoir passé au total 49 ans en détention,. Un an jour pour jour après sa libération, il est libéré de son bracelet électronique.

## Parcours criminel

### Premier crime
Le 4 mai 1969, Casanova Agamemnon est âgé de 19 ans. Lorsqu'une dispute éclate avec son patron Paul Pothin, qui l'accuse d'un vol, le jeune homme perd tout contrôle de lui-même et le poignarde à mort.
Arrêté le 10 mai 1969, il affirme avoir tué son patron en cas de légitime défense. Il affirme que Pothin avait lui aussi une arme. Agamemnon est inculpé pour meurtre et incarcéré. 
En octobre 1970 a lieu le procès de Casanova Agamemnon. Il est alors âgé de 20 ans. Il est défendu par Me Benoît David. Ce dernier est persuadé que son client sera condamné à 20 ans de réclusion criminelle, car il est encore mineur. A la surprise générale, Casanova Agamemnon est condamné à la réclusion criminelle à perpétuité le 16 octobre 1970. L'excuse de minorité lui a permis d'échapper à la peine de mort.

### Première détention
En octobre 1971, incarcéré à La Réunion, Agamemnon parvient à s'évader de prison, en compagnie d'autres détenus. Âgé de 21 ans, il devient pendant un court instant « Ennemi Public n°1 » sur l'île, avant d'être repris une semaine plus tard. Après avoir goûté à ses premiers jours de liberté en tant que majeur, il retourne en prison et est inculpé pour son évasion.
Le 23 mai 1972, il est condamné à 2 ans de prison pour son évasion. Il est transféré en métropole l'année suivante.
Il va par la suite être incarcéré dans une dizaine de prisons et dans des Quartiers de haute sécurité, jusqu'au 2 juin 1984. Après quatre demandes de libération rejetées, il l'obtient gain de cause à la cinquième.

### Liberté, récidive et cavale
Le 5 mai 1985, Casanova Agamemnon obtient une libération conditionnelle. A 35 ans, il retourne à La Réunion. L'homme est sous le choc, car après 16 ans de détention, son île natale a énormément changé.
Le 26 février 1986, une dispute éclate avec sa compagne. Un coup de feu part et la blesse grièvement. Il lui fera croire qu'il va chercher les secours, alors qu'en réalité il va voir son frère Joseph sur son lieu de travail. Une autre dispute éclate et Casanova le tue, sous le motif de l'héritage de leurs parents, décédés pendant la détention de Casanova. Ce dernier part en cavale, qui sera très médiatisée et déchaînera les passions dans l'île, entre ceux pour qui il est un « criminel sanguinaire qui a tué deux fois » et ceux au contraire qui le considèrent comme un héros face au pouvoir et à l'injustice, dont plusieurs personnes qui l'aideront dans sa cavale.
Le 27 mars 1986, une femme de policier porte plainte pour viol, et dénonce Casanova Agamemnon comme étant l'auteur. 
À la suite de cela, un renseignement anonyme indique qu'Agamemnon loge dans un hôtel de Saint-Denis. L'hôtel est alors placé sous la surveillance des policiers.
Le 18 mai 1986, Casanova Agamemnon est de nouveau arrêté, après avoir reçu deux balles dans les jambes, en tentant de fuir. D'abord conduit à l'hôpital, il est de nouveau inculpé pour meurtre, viol et tentative de meurtre, puis incarcéré.
Il s'évade de nouveau en 1987, mais est vite repris et reste incarcéré.
Le 21 juillet 1988, débute son second procès. Il avoue le meurtre de son frère, mais déclare que le coup de pistolet porté sur sa compagne était accidentel. En revanche, il se dit totalement étranger au viol de la femme d'un policier. Il est condamné le 22 juillet 1988, à 10 ans de réclusion criminelle pour le meurtre de son frère, ce qui annule sa libération conditionnelle et réactive sa condamnation à perpétuité. En revanche, il est acquitté du viol de la femme d'un policier, et le coup de feu sur sa compagne est classé en accident.

### Seconde détention
Il est renvoyé vers la métropole le 8 novembre 1988.
En 1991, il est libérable, mais échouera après le rejet de 17 demandes, prononcées jusqu'en 2018.
Au passage à l'an 2000, il a déjà passé 30 ans de sa vie en prison.
En 2012, les proches de Casanova font appel à Jérôme Talpin, un rédacteur en chef, pour le ramener à la prison de La Réunion. Talpin accepte et envoie un courrier à Casanova Agamemnon.
En novembre 2012, Talpin reçoit les réponses du détenu. Même s'il se sent oublié, Casanova n'abandonne pas ; puis le 25 mars 2014, il parviendra à revenir à la prison de La Réunion.
Peu après, il fait la connaissance de Nadège Lhomond (la fille de sa cousine Micheline). Cette dernière lui déclare sa flamme le 24 septembre 2014. Le vieil homme hésite, puis accepte en février 2015. Ils se marient le 27 novembre 2017.
En novembre 2018, il fait sa 18e demande de libération depuis 1991, qui est finalement acceptée le 31 janvier 2019.

### Libération sous contrôle judiciaire
Bénéficiant d'abord d'une permission de sortie le 2 mars 2019, il est placé en libération conditionnelle sous contrôle judiciaire le 1er juillet 2019, après avoir passé en tout 49 ans en prison. Le 1er juillet 2020, il est libéré de son bracelet électronique mais reste placé sous contrôle judiciaire.